# Ogniwo paliwowe ze stopionym węglanem

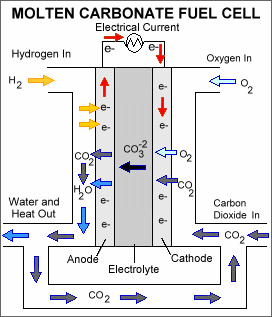
Przebieg procesu tworzenia ogniwa paliwowego ze stopionego węglanu

Ogniwo paliwowe ze stopionym węglanem (MCFC, z ang. Molten Carbonate Fuel Cell) – rodzaj wysokotemperaturowego ogniwa paliwowego, pracującego w temeraturze 600 °C i wyższych.
Ogniwa te powstały w latach 60. XX w. i były bardzo drogie ze względu na elektrody wykonane z metali szlachetnych. W latach 70. XX w. elektrody zaczęto wykonywać z niklu (Ni) i jego tlenku (NiO) oraz chromu (Cr). Dzięki temu udało się obniżyć nie tylko cenę, ale i zwiększyć moc z 10 do 150 mW/cm².
Czołowym wytwórcą ogniw MCFC w Stanach Zjednoczonych jest firma FuelCell Energy.

## Budowa i zasada działania
Elektrolitem w ogniwach węglanowych są stopione w temperaturze 650 °C węglany litu lub potasu (Li2CO3 lub K2CO3), umieszczone w spieku ceramicznym LiAlO2. Anodę stanowi spiek Ni wzbogacony Cr, a katodę spiek tlenku niklu z litem. Paliwem może być CO z niepełnego spalenia węgla, H2, gaz wodny (CO+H2), CH4 i inne palne nośniki energii.
Reakcje zachodzące w ogniwie MCFC, gdy paliwem jest wodór, są następujące:
katoda: O2 + 4e− + 2CO2 → 2CO2−3
anoda: 2H2 + 2CO2−3 → 2H2O + 4e− + 2CO2
Zasada działania ogniwa MCFC ujęta w czterech etapach reakcji:
1. absorpcja[potrzebny przypis] cząsteczki tlenu na katodzie oraz 2 cząsteczek wodoru na anodzie
2. jonizacja 2 atomów tlenu i absorpcja[potrzebny przypis] 2 cząsteczek CO2 oraz powstanie 2 anionów węglanowych na katodzie oraz jonizacja 4 atomów wodoru do 4 protonów na anodzie
3. migracja anionów węglanowych przez elektrolit od katody do anody
4. rekombinacja na anodzie 2 anionów węglanowych do 2 cząsteczek wody i 2 cząsteczek CO2

Jeżeli natomiast paliwem jest CO, reakcje są następujące (reakcja na katodzie pozostaje bez zmian):
katoda: O2 + 4e− + 2CO2 → 2CO2−3
anoda: 2CO + 2CO2−3 → 4CO2 + 4e−
Zalety ogniw węglanowych:
- w temperaturze pracy (650 °C) reforming paliwa (konwersja do wodoru) może zachodzić wewnątrz ogniwa, przez co ich sprawność jest większa i dochodzi do 60%
- ogniwa te mogą pracować w skojarzeniu, napędzając turbinę gazową, parową oraz dostarczając ciepło
- CO2, np. z biogazu, im nie przeszkadza, a nawet wspomaga pracę katody

Wadami tych ogniw są:
- konieczność zapewnienia obiegu CO2 z anody do katody
- konieczność chłodzenia elektrod gazem, który przepływając z dużą prędkością, jest źródłem hałasu
- konieczność wykonania elementów konstrukcji ogniwa ze stali nierdzewnej, co zwiększa koszty
- duża agresywność i korozyjność elektrolitu, która powoduje roztwarzanie elektrod
- duża wrażliwość na zmiany temperatury elektrolitu